# PLEKHB2
PLEKHB2‏ (Pleckstrin homology domain containing B2) هوَ بروتين يُشَفر بواسطة جين PLEKHB2 في الإنسان.